# ایهور سولدات
ایهور سولدات (اوکراینی: Ігор Володимирович Солдат؛ زادهٔ ۱۰ مارس ۱۹۹۱) بازیکن فوتبال اهل اوکراین است.
از باشگاه‌هایی که در آن بازی کرده‌است می‌توان به باشگاه فوتبال استال آلچفسک و باشگاه فوتبال متالورگ دونتسک اشاره کرد.